# Dziedzina całkowitości
Dziedzina całkowitości, pierścień całkowity – pierścień spełniający cztery warunki – jest:
- niezerowy,
- przemienny,
- z jedynką,
- pozbawiony (właściwych) dzielników zera.

Pierścienie te są uogólnieniem pierścienia liczb całkowitych i stanowią one naturalny kontekst do badania podzielności ze względu na dość regularne reguły przeprowadzania rachunków; najistotniejszą ich własnością jest tzw. prawo skracania.
Nieprzemienne dziedziny całkowitości nazywa się dziedzinami, wiele pozycji jednak się nimi nie zajmuje (ograniczając się do klasy pierścieni przemiennych), nazywając dziedziny całkowitości w skrócie również dziedzinami. Inną nazwą dziedziny całkowitości, pochodzącą od Langa, jest pierścień całkowity.

## Własności
- Niech {\displaystyle R} będzie dziedziną całkowitości. Jeżeli {\displaystyle a,b,c\in R,} przy czym {\displaystyle c\neq 0,} to zachodzi własność skracania:

jeśli {\displaystyle ac=bc,} to {\displaystyle a=b.}
Dowód: Niech {\displaystyle c\neq 0.} Jeśli {\displaystyle ac=bc,} to {\displaystyle ac-bc=0,} czyli {\displaystyle (a-b)c=0.} Ale w pierścieniu {\displaystyle R} nie ma dzielników zera, więc {\displaystyle a-b=0.} Stąd {\displaystyle a=b.}
- Każde ciało jest dziedziną całkowitości.
Dowód: Zbiór niezerowych elementów ciała jest grupą, tzn. iloczyn niezerowych elementów jest różny od zera.
- Każda skończona dziedzina całkowitości jest ciałem.
Dowód: Wystarczy wykazać, że dowolny niezerowy element jest odwracalny. Rozważmy dla danego elementu {\displaystyle a\neq 0} jego iloczyny ze wszystkimi {\displaystyle n} elementami pierścienia: {\displaystyle aa_{1},aa_{2},\dots ,aa_{n}.} Gdyby wśród nich nie było jedynki, to pewien element występowałby dwa razy (co najmniej) dla iloczynów z różnymi elementami, np. {\displaystyle aa_{i}=aa_{j}} dla pewnych {\displaystyle i\neq j.} Ale z własności skracania wynika {\displaystyle a_{i}=a_{j}} wbrew temu, że {\displaystyle a_{i},\ a_{j}} są różnymi elementami.